# WTT Series 2021
Die WTT Series fand 2021 in ihrer 1. Austragung statt und löste damit die ITTF World Tour ab. Sie begann am 28. Februar mit dem WTT Contender Doha und endete am 7. Dezember mit den WTT Cup Finals.

## Modus
Vorgesehen waren bis zu 32 Turniere, die, eingeteilt in vier verschiedene Turnierkategorien – Contender (bis zu 14 Turniere), Star Contender (6), Champions (8) und Grand Smash (4) –, zu den WTT Cup Finals hinführen sollten. Letztendlich fanden vor den Finals zwei Star-Contender- und fünf Contender-Turniere statt. Außer bei den WTT Cup Finals, wo nur Einzelwettbewerbe ausgetragen wurden, gab es in jedem Turnier für Männer und Frauen je einen Einzel- und Doppelwettbewerb sowie einen für gemischte Doppel.

## Turniere
| Star Contender | Contender | WTT Cup Finals |

| Nr. | Turnier                  | Ort        | Datum         | Gewinner Männer    | Gewinner Männer                     | Gewinnerinnen Frauen | Gewinnerinnen Frauen               | GewinnerInnen Mixed                | Preis- geld |
| Nr. | Turnier                  | Ort        | Datum         | Einzel             | Doppel                              | Einzel               | Doppel                             | GewinnerInnen Mixed                | Preis- geld |
| --- | ------------------------ | ---------- | ------------- | ------------------ | ----------------------------------- | -------------------- | ---------------------------------- | ---------------------------------- | ----------- |
| 1   | WTT Contender Doha       | Doha       | 28.2.–6.3.    | Dimitrij Ovtcharov | Cho Daeseong Lee Sang-su            | Mima Itō             | Kasumi Ishikawa Miu Hirano         | Lin Yun-ju Cheng I-ching           | $ 200.000   |
| 2   | WTT Star Contender Doha  | Doha       | 5.3.–13.3.    | Tomokazu Harimoto  | Lee Sang-su Jung Young-sik          | Mima Itō             | Shin Yubin Jeon Ji-hee             | Lin Yun-ju Cheng I-ching           | $ 400.000   |
| 3   | WTT Contender Budapest   | Budapest   | 15.8.–20.8.   | Truls Möregårdh    | Tobias Hippler Kilian Ort           | Yang Xiaoxin         | Szandra Pergel Dóra Madarász       | Sathiyan Gnanasekaran Manika Batra | $ 75.000    |
| 4   | WTT Star Contender Doha  | Doha       | 20.9.–25.9.   | Hugo Calderano     | Cho Seung-min An Jae-hyun           | Hina Hayata          | Miyu Nagasaki Minami Ando          | Shunsuke Togami Hina Hayata        | $ 200.000   |
| 5   | WTT Contender Tunis      | Tunis      | 24.10.–30.10. | Anton Källberg     | Harmeet Desai Sathiyan Gnanasekaran | Hana Matelová        | Linda Bergström Christina Källberg | Emmanuel Lebesson Yuan Jia Nan     | $ 75.000    |
| 6   | WTT Contender Laško      | Laško      | 1.11.–7.11.   | Liang Jingkun      | Lin Gaoyuan Zhou Qihao              | Wang Yidi            | Archana Girish Kamath Manika Batra | Wang Chuqin Wang Yidi              | $ 75.000    |
| 7   | WTT Contender Novo Mesto | Novo mesto | 8.11.–14.11.  | Liang Jingkun      | Lin Gaoyuan Zhou Qihao              | Liu Weishan          | Liu Weishan Wang Yidi              | Wang Chuqin Wang Yidi              | $ 75.000    |
| 8   | WTT Cup Finals           | Singapur   | 4.12.–7.12.   | Fan Zhendong       | –                                   | Sun Yingsha          | –                                  | –                                  | $ 600.000   |